# Il quinto mondo
Lorenzo 2002: Il quinto mondo – jest trzynastym albumem Lorenza Jovanottiego.

## Płyta
Dominującym elementem Il quinto modno są zagadnienia polityczne. Artysta porusza problem tolerancji, szacunku, solidarności wobec ludzi, którzy nie mają szczęścia (Noi, Il quinto mondo). Ważne jest dla niego także zagadnienie ekologii i ochrony środowiska (Albero di mele), a także łamanie praw człowieka, tylko po to, aby odnieść korzyści majątkowe (La vita vale). Z drugiej strony Jovanotti porusza temat miłości : Ti sposerò, Morirò d'amore, Canzone d'amore esagerata i (Storia di un) corazòn.

## Single
1. Salvami - 4:08
2. Un uomo - 7:41
3. Albero di mele - 4:39
4. Ti sposerò - 5:06
5. Morirò d'amore - 4:17
6. La vita vale - 5:02
7. Noi - 3:58
8. Salato parte uno - 4:02
9. Salato parte due - 5:05
10. Canzone d'amore esagerata - 6:52
11. (Storia di un) corazon - 3:38
12. Il quinto mondo - 4:35
13. Date al diavolo un bimbo per cena - 11:56
14. 30 modi per salvare il mondo - 6:23

## Muzycy
- Pier Foschi: perkusja, chór
- Riccardo Onori: gitara, banjo, mandolina, chór
- Giovanni Allevi: pianino, keyboard, chór
- Ernesttico Rodriguez: perkusja, chór
- Saturnino: gitara basowa, kontrabas, chór